# Шарафутдінова Ніка Дмитрівна
Ніка Дмитрівна Шарафутдінова (нар. 14 червня, 2005, Кривий Ріг, Дніпропетровська область, Україна) — українська плавчиня, призерка юніорського чемпіонату Європи.

## Результати
| Рік  | Змагання                         | Місце проведення   | 50 м на спині | 50 м на спині | 100 м на спині | 100 м на спині | 200 м на спині | 200 м на спині |
| Рік  | Змагання                         | Місце проведення   | Час           | Місце         | Час            | Місце          | Час            | Місце          |
| ---- | -------------------------------- | ------------------ | ------------- | ------------- | -------------- | -------------- | -------------- | -------------- |
| 2021 | Чемпіонат Європи серед юніорів   | Рим, Італія        | 29.11         | 8             | 1:02.64        | 13             | 2:18.78        | 10             |
| 2022 | Чемпіонат Європи серед юніорів   | Отопень, Румунія   | 29.19         | 7             | 1:02.75        | 9              | 2:15.83        | 9              |
| 2022 | Чемпіонат Європи                 | Рим, Італія        | 29.70         | 31            | 1:02.95        | 30             |                |                |
| 2023 | Чемпіонат Європи серед юніорів   | Белград, Сербія    | 28.69         | 6             | 1:01.71        | 6              | 2:14.97        | 12             |
| 2023 | Чемпіонат світу серед юніорів    | Нетанья, Ізраїль   | 28.80         | 7             | 1:02.98        | 17             | 2:19.09        | 22             |
| 2024 | Чемпіонат Європи                 | Белград, Сербія    | 28.82         | 8             | 1:00.91        | 4              | 2:13.76        | 8              |
| 2024 | Олімпійські ігри                 | Париж, Франція     | Н/Д           | Н/Д           | 1:01.47        | 22             |                |                |
| 2024 | Чемпіонат світу на короткій воді | Будапешт, Угорщина |               |               | 1:00.79        | 40             |                |                |

## Особисті рекорди

### «Довга вода»
| Дистанція      | Час     | Місце              | Дата           | Примітки |
| -------------- | ------- | ------------------ | -------------- | -------- |
| 50 м на спині  | 28.57   | Будапешт, Угорщина | 19 квітня 2023 |          |
| 100 м на спині | 1:00.91 | Белград, Сербія    | 22 червня 2024 |          |
| 200 м на спині | 2:11.88 | Белград, Сербія    | 17 червня 2024 |          |

### «Коротка вода»
| Дистанця       | Час     | Місце              | Дата              | Примітки |
| -------------- | ------- | ------------------ | ----------------- | -------- |
| 50 м на спині  | 28.01   | Будапешт, Угорщина | 16 листопада 2022 |          |
| 100 м на спині | 1:00.70 | Будапешт, Угорщина | 17 листопада 2022 |          |
| 200 м на спині | 2:10.35 | Будапешт, Угорщина | 19 листопада 2022 |          |